# Jan Gunnar Solli
Jan Gunnar Solli (né le 19 avril 1981 à Arendal) est un footballeur norvégien.
Il évolue au poste de milieu de terrain.

## Biographie
Solli fait ses débuts professionnels en 2000 avec le club ODD Grenland, avec lequel il remporte la Coupe de Norvège de football. 
Il est transféré à Rosenborg en 2003 où il participe pour la première fois à une compétition européenne : la Coupe de l'UEFA. Il remporte le championnat en 2004 et 2006.
En 2007, il s'engage avec le SK Brann pour 3 ans, pour la somme de 6 millions de couronnes, soit 750 000 euros. Il devient un titulaire à part entière et gagne le championnat dès son arrivée.
En fin de contrat à la fin de l'édition 2010 du championnat norvégien, Solli s'engage, le 24 janvier 2011 avec le club des Reds Bulls de New York. En novembre 2012, son contrat n'est pas renouvelé.
En février 2013, il retourne au pays en signant à Valerenga.

## En sélection
Après avoir préalablement joué dans les équipes U-18 et U-21 de la Norvège, Solli, est appelé pour la première fois avec les A le 20 août 2003, lors d'un match amical contre l'Écosse.
Il est, du fait de son expérience, l'un des joueurs importants de la Norvège, mais n'est que rarement titulaire.